# Soh Rui Yong
Soh Rui Yong (* 6. August 1991) ist ein singapurischer Leichtathlet, der sich auf den Langstreckenlauf spezialisiert hat. Er ist momentan Inhaber der Landesrekorde über 5000 und 10.000 Meter sowie im Halbmarathon und Marathonlauf.

## Sportliche Laufbahn
Erste internationale Erfahrungen sammelte Soh Rui Yong bei den Halbmarathon-Weltmeisterschaften 2012 in Kawarna, bei denen er nach 1:12:12 h auf dem 76. Platz im Einzelrennen einlief. Bei den Halbmarathon-Weltmeisterschaften 2014 in Kopenhagen wurde er nach 1:08:19 h 93. und im Jahr darauf siegte er in 2:34:56 h im Marathonlauf bei den Südostasienspielen in Singapur. Bei den Halbmarathon-Weltmeisterschaften 2016 in Cardiff gelangte er nach 1:07:56 h auf Rang 66 und im Jahr darauf belegte er bei den Südostasienspielen in Kuala Lumpur in 15:16,49 min den fünften Platz im 5000-Meter-Lauf. Bei den Halbmarathon-Weltmeisterschaften 2018 in Valencia wurde er nach 1:08:28 h 121. und 2019 steigerte er den Landesrekord über die halbe Marathondistanz in Houston auf 1:06:46 h. 2021 stellte er in Valencia mit 2:23:00 h einen Landesrekord über die volle Distanz auf und 2023 gewann er bei den Südostasienspielen in Phnom Penh in 31:10,70 min die Silbermedaille im 10.000-Meter-Lauf hinter dem Indonesier Rikki Martin Simbolon. Zudem belegte er über 5000 Meter in 14:48,43 min den vierten Platz. 

## Persönliche Bestleistungen
- 5000 Meter: 14:44,21 min, 17. Juli 2021 in Singapur (Landesrekord)
- 10.000 Meter: 31:10,70 min, 11. Mai 2023 in Phnom Penh
- Halbmarathon: 1:06:46 h, 20. Januar 2019 in Houston
- Marathon: 2:23:00 h, 5. Dezember 2021 in Valencia